# Nachingwea
Nachingwea è una circoscrizione mista (mixed ward) della Tanzania situata nel distretto di Ruangwa, regione di Lindi. Conta una popolazione di 8 142 abitanti (censimento 2012).